# Philip Henry Stanhope
Philip Henry Stanhope (7 décembre 1781 - 2 mars 1855), est un aristocrate anglais, titré 4e comte Stanhope, principalement connu pour son rôle dans l'affaire Kaspar Hauser au cours des années 1830.

## Biographie
Il est le fils aîné et l'héritier de Charles Stanhope (3e comte Stanhope) (1753-1816), et de sa deuxième épouse Louisa Grenville (1758-1829), fille et seule héritière d'Henry Grenville, gouverneur de la Barbade en 1746 et ambassadeur auprès de la Porte des Ottomans en 1762, frère cadet de Richard Temple-Nugent-Brydges-Chandos-Grenville (1er duc de Buckingham et Chandos).

## Carrière
Utilisant le Titre de courtoisie de son père, de vicomte Mahon, il est député whig de Wendover de 1806 à 1807, de Hull de 1807 à 1812 et de Midhurst de 1812 jusqu'à son accession à la pairie le 15 décembre 1816, où il siège à la Chambre des lords. Il partage les intérêts scientifiques de son père et est élu membre de la Royal Society le 8 janvier 1807 et président de la Medico-Botanical Society. Il est vice-président de la Society of Arts.
Comme d'autres membres de sa famille, notamment sa demi-sœur, Esther Stanhope, il est généralement décrit comme un personnage quelque peu excentrique. Ayant étudié en Allemagne, il voyage beaucoup en Europe (la plupart du temps seul, bien qu’il soit marié et qu’il ait un fils et une fille), ce qui le met en contact avec diverses cours princières et lui coûte de grandes dépenses. Contrairement à certains récits suggérant qu'il vivait au-dessus de ses moyens, il semble qu'il soit resté riche, certainement après avoir succédé à son père en 1816.
Son excentricité est peut-être compréhensible puisque, comme sa fille la duchesse de Cleveland l’écrit dans sa Vie et Lettres de Lady Hester Stanhope, son propre père refuse de l’envoyer à l’école mais la garde au domicile familial de Chevening. Hester aide son frère à s'échapper et ses lettres, citées dans le journal Life, indiquent que William Pitt le Jeune et d'autres se sont réjouis de ce qu'elle a fait.

## Affaire Kaspar Hauser
Stanhope s'intéresse à l'histoire du "petit trouvé" (alias un " enfant sauvage ") Kaspar Hauser, un jeune qui est apparu à Nuremberg en 1828 et s'est rendu célèbre en affirmant qu'il a été élevé dans un isolement total dans une pièce sombre et ne pouvait rien dire sur son identité. En outre, Hauser est retrouvé blessé en 1829 et aurait été attaqué par un homme cagoulé. Cela conduit à diverses rumeurs selon lesquelles il pourrait être de filiation princière, mais aussi de suspicions selon lesquelles il serait un imposteur.
Stanhope rencontre Hauser pour la première fois en 1831 et ressent rapidement une forte affection pour le jeune homme: en effet, leur relation aurait pu avoir des implications homo-érotiques, comme le suggèrent les rumeurs contemporaines. Il le dote généreusement et paye pour des enquêtes (inutiles) en Hongrie afin de clarifier l'origine du jeune homme, ce dernier ayant prétendu, en 1830, se souvenir de quelques mots hongrois et slaves qui avaient conduit à des spéculations selon lesquelles il pourrait en provenir.
Le gardien de Hauser, le baron von Tucher, critique le comportement pédagogique incorrect de Stanhope envers Hauser et se retire de sa garde. Stanhope, en décembre 1831, devient le père adoptif de Hauser et le confie à un instituteur.
En janvier 1832, il revient en Angleterre d'où il continue à communiquer par courrier avec sa famille d'accueil ainsi qu'avec les fonctionnaires chargés d'examiner l'affaire. Stanhope souscrit à l'idée selon laquelle Hauser serait issu de magnats hongrois, mais il doit renoncer à cette idée lorsqu'il est informé que les enquêtes supplémentaires en Hongrie ont, une fois de plus, complètement échoué. Dans une lettre (datée du 5 octobre 1832) au président de la justice bavaroise Anselm von Feuerbach, Stanhope exprime clairement ses doutes quant à la crédibilité de Hauser.
Tandis qu'il continue à payer les frais de subsistance de sa famille d'accueil, il n'a jamais tenu sa promesse de l'emmener en Angleterre et ses lettres à Hauser deviennent moins affectueuses. Hauser réalise ce changement d'humeur. Le 14 décembre 1833, Hauser rentre chez lui avec une profonde blessure à la poitrine et affirme avoir été poignardé par un inconnu. Il meurt trois jours plus tard.
Bien que Stanhope ait depuis longtemps cessé de croire dans les récits de Hauser, il est d'abord convaincu qu'Hauser a bien été assassiné, ce qu'il exprime dans une de ses lettres (datée du 28 décembre). Dans une autre lettre du 7 janvier 1834, quand il a reçu plus d'informations sur ce qui s'est passé, un changement d'avis s'annonce: il défend plus tard la position selon laquelle Hauser lui-même aurait infligé la blessure par la pression et avait enfoncé la pointe du couteau dans son manteau ouaté, il avait pénétré beaucoup plus profondément que prévu.
Stanhope, en effet, est attaqué par des partisans de Hauser et même accusé d’avoir provoqué sa mort. Ils suggèrent que Hauser est un prince héréditaire de Bade et a été assassiné pour des raisons politiques. Certains historiens professionnels (comme Ivo Striedinger) ont défendu Lord Stanhope en tant que "chercheur de la vérité" et en tant que philanthrope trompé qui a réalisé son illusion.
L'auteur anthroposophiste Johannes Mayer, cependant, corrobore les accusations portées contre Stanhope dans une étude biographique importante et montre qu’il est en fait un agent politique britannique travaillant pour la Maison de Bade contre Kaspar Hauser.

## Mariage et descendance
Le 19 novembre 1803, il épouse Catherine Lucy Smith, fille de Robert Smith (1er baron Carrington), dont il a deux fils et une fille:
- Philip Stanhope (5e comte Stanhope) (1805-1875), historien.
- George Joseph Stanhope (17 mars 1806 - 25 novembre 1828), diplomate, décédé à Rio de Janeiro
- Catherine Lucy Wilhelmina Stanhope (en) (1819-1901), historienne connue sous le nom de "Duchesse de Cleveland", auteur du Battle Abbey Roll, qui s'est mariée à deux reprises:
  - Tout d'abord, à Archibald Primrose (Lord Dalmeny) (1809–1851), dont elle a des enfants, dont Archibald Primrose (5e comte de Rosebery), Premier ministre du Royaume-Uni.
  - En secondes noces, en 1854, avec Harry Powlett (4e duc de Cleveland) (1803-1891), fils cadet du 1er duc de Cleveland. Le mariage est sans enfants.

## Sources
- Stokes, Winifred & Thorne, RG, biographie de Stanhope, Philip Henry, Visct. Mahon (1781-1855) , publié dans Histoire du Parlement : Chambre des communes 1790-1820, éd. R. Thorne, 1986

- Philip Henry Earl Stanhope: extraits relatifs à Caspar Hauser, Hodson 1836
- Catherine Lucy Wilhelmina (Stanhope) Powlett, duchesse de Cleveland : La véritable histoire de Kaspar Hauser d'après les documents officiels , Macmillan, Londres, 1893
- Andrew Lang : Le mystère de Kaspar Hauser  (dans: Mystères historiques, 1905)
- Catherine Lucy Wilhelmina (Stanhope) Powlett, Duchesse de Cleveland: La vie et les lettres de Lady Hester Stanhope , Murray 1914
- Ivo Striedinger: Neues Schrifttum über Kaspar Hauser , dans: Zeitschrift für bayerische Landesgeschichte, 6. Jg. 1933, pp.   415–484, en particulier pp.   424–429
- Aubrey Newman: Les Stanhopes de Chevening Une biographie familiale . Macmillan, Londres 1969
- Jean Mistler : Gaspard Hauser, directeur de la personnalité, Fayard 1971  (ISBN 978-2213593616)
- Fritz Trautz: Problèmes posés par la question: Anläßlich das Kaspar-Hauser-Buches von Jean Mistler , in Francia 2, 1974, pp.   715–731, en particulier pp.   719–721 et pp.   725–726